# Goya-díj a legjobb férfi főszereplőnek
A legjobb férfi főszereplőnek járó Goya-díjat az 1987-ben megtartott, első díjátadó óta adják át.
A legtöbb, öt győzelmet Javier Bardem aratta, a kategóriában szintén rekordnak számító tíz jelölésből. Luis Tosart nyolcszor jelölték a díjra, ebből kétszer nyert.

## Győztesek és jelöltek
A kialakult gyakorlat szerint az Év oszlop a megjelenés dátumára utal, a tényleges díjátadót a következő évben tartották meg: például az 1999-es év legjobb férfi főszereplője díját a 2000-es díjkiosztó ceremónián adták át. 
Az alábbi listában minden évnél az első helyen a győztes áll, őt követi a többi jelölt.

### 1980-as évek
| Év                    | Színész                     | Színész                               | Szerep                        | Magyar cím          | Eredeti cím               |
| 1986 (1. gála)        |                             |                                       |                               |                     |                           |
| --------------------- | --------------------------- | ------------------------------------- | ----------------------------- | ------------------- | ------------------------- |
| 1986 (1. gála)        |                             | Fernando Fernán Gómez                 | Emiliano                      |                     | Mambrú se fue a la guerra |
| 1986 (1. gála)        | Juan Diego                  | Francisco Franco                      |                               | Dragón Rapide       |                           |
| 1986 (1. gála)        | Jorge Sanz                  | Manolo Morales                        | A fények éve                  | El año de las luces |                           |
| 1987 (2. gála)        |                             |                                       |                               |                     |                           |
|                       | Alfredo Landa               | Malvís / Bandid Fendetestas           | Eleven erdő                   | El bosque animado   |                           |
| Imanol Arias          | Eleuterio Sánchez "El Lute" |                                       | El Lute: Camina o revienta    |                     |                           |
| José Manuel Cervino   | Angelito Delicado           |                                       | La guerra de los locos        |                     |                           |
| 1988 (3. gála)        |                             |                                       |                               |                     |                           |
|                       | Fernando Rey                | Padre                                 |                               | Diario de invierno  |                           |
| Imanol Arias          | Eleuterio Sánchez "El Lute" | Lute II. – Holnap szabad leszek       | El Lute II: Mañana seré libre |                     |                           |
| Antonio Ferrandis     | Pedro Luis Jarrapellejos    | Jarrapellejos – Egy bűntény története | Jarrapellejos                 |                     |                           |
| Alfredo Landa         | Antonio Castro "Sinatra"    |                                       | Sinatra                       |                     |                           |
| Pepe Soriano          | Paulino Alonso / Sosias     |                                       | Espérame en el cielo          |                     |                           |
| 1989 (4. gála)        |                             |                                       |                               |                     |                           |
|                       | Jorge Sanz                  | Daniel Javaloyes "Java"               |                               | Si te dicen que caí |                           |
| Fernando Fernán Gómez | Leopoldo de Gregorio        |                                       | Esquilache                    |                     |                           |
| Fernando Fernán Gómez | Eusebio                     |                                       | El mar y el tiempo            |                     |                           |
| Juan Diego            | Saint John of the Cross     | Lidérces éjjel                        | La noche oscura               |                     |                           |
| Alfredo Landa         | El Americano                |                                       | El río que nos lleva          |                     |                           |

### 1990-es évek
| Év                    | Színész               | Színész                                     | Szerep                                          | Magyar cím                | Eredeti cím   |
| 1990 (5. gála)        |                       |                                             |                                                 |                           |               |
| --------------------- | --------------------- | ------------------------------------------- | ----------------------------------------------- | ------------------------- | ------------- |
| 1990 (5. gála)        |                       | Andrés Pajares                              | Paulino                                         | Jaj, Carmela!             | ¡Ay, Carmela! |
| 1990 (5. gála)        | Imanol Arias          | Javier                                      | Csak veled, csak neked                          | A solas conmigo           |               |
| 1990 (5. gála)        | Antonio Banderas      | Ricky                                       | Kötözz meg és ölelj!                            | ¡Átame!                   |               |
| 1991 (6. gála)        |                       |                                             |                                                 |                           |               |
|                       | Fernando Guillén      | Don Juan                                    |                                                 | Don Juan en los infiernos |               |
| Gabino Diego          | IV. Fülöp             | Az elképedt király                          | El rey pasmado                                  |                           |               |
| Jorge Sanz            | Paco                  | Szeretők                                    | Amantes                                         |                           |               |
| 1992 (7. gála)        |                       |                                             |                                                 |                           |               |
|                       | Alfredo Landa         | Bartolomé                                   |                                                 | La marrana                |               |
| Javier Bardem         | Raúl Gonzales         | Sonka, sonka                                | Jamón Jamón                                     |                           |               |
| Jorge Sanz            | Fernando              | Belle Époque                                | Belle Époque                                    |                           |               |
| 1993 (8. gála)        |                       |                                             |                                                 |                           |               |
|                       | Juan Echanove         | Francisco Franco                            |                                                 | Madregilda                |               |
| Imanol Arias          | Ángel                 | A betolakodó                                | Intruso                                         |                           |               |
| Javier Bardem         | Benito González       | Aranyhere                                   | Huevos de oro                                   |                           |               |
| 1994 (9. gála)        |                       |                                             |                                                 |                           |               |
|                       | Carmelo Gómez         | Antonio                                     | Megszámlált napok                               | Días contados             |               |
| Gabino Diego          | Alberto               |                                             | Los peores años de nuestra vida                 |                           |               |
| Alfredo Landa         | Don José              |                                             | Canción de cuna                                 |                           |               |
| 1995 (10. gála)       |                       |                                             |                                                 |                           |               |
|                       | Javier Bardem         | Víctor Ventura                              | Szájból szájba                                  | Boca a boca               |               |
| Álex Angulo           | Ángel Berriartúa atya |                                             | El día de las bestia                            |                           |               |
| Federico Luppi        | Eduardo Guzmán        | Senki sem fog beszélni rólunk, ha meghalunk | Nadie hablará de nosotras cuanda hayamos muerto |                           |               |
| 1996 (11. gála)       |                       |                                             |                                                 |                           |               |
|                       | Santiago Ramos        | Rafael Torres                               |                                                 | Como un relámpago         |               |
| Antonio Banderas      | Art Dodge             | Hárman párban                               | Two Much                                        |                           |               |
| Carmelo Gómez         | Teodoro               | A kertész kutyája                           | El perro del hortelano                          |                           |               |
| 1997 (12. gála)       |                       |                                             |                                                 |                           |               |
|                       | Antonio Resines       | Rafael                                      | A szerencsecsillag                              | La buena estrella         |               |
| Javier Bardem         | David                 | Eleven hús                                  | Carne trémula                                   |                           |               |
| Jordi Mollà           | Daniel                | A szerencsecsillag                          | La buena estrella                               |                           |               |
| 1998 (13. gála)       |                       |                                             |                                                 |                           |               |
|                       | Fernando Fernán Gómez | Don Rodrigo, Albrit grófja                  | A nagyapa                                       | El abuelo                 |               |
| Gabino Diego          | Manuel Martínez       |                                             | La hora de los valientes                        |                           |               |
| Eduardo Noriega       | César                 | Nyisd ki a szemed                           | Abre los ojos                                   |                           |               |
| Antonio Resines       | Blas Fontiveros       | Álomlány                                    | La niña de tus ojos                             |                           |               |
| 1999 (14. gála)       |                       |                                             |                                                 |                           |               |
|                       | Francisco Rabal       | Francisco de Goya                           | Goya Bordeaux-ban                               | Goya en Burdeos           |               |
| Fernando Fernán Gómez | Don Gregorio          | Hogyan beszélnek a lepkék?                  | La lengua de las mariposas                      |                           |               |
| Jordi Mollà           | Alberto               | Második bőr                                 | Segunda piel                                    |                           |               |
| Josep Maria Pou       | Jaume                 |                                             | Amic/Amat (Amigo/Amado)                         |                           |               |

### 2000-es évek
| Év                  | Színész                 | Színész                                      | Szerep                                    | Magyar cím         | Eredeti cím          |
| 2000 (15. gála)     |                         |                                              |                                           |                    |                      |
| ------------------- | ----------------------- | -------------------------------------------- | ----------------------------------------- | ------------------ | -------------------- |
| 2000 (15. gála)     |                         | Juan Luis Galiardo                           | Juan Peñasco                              |                    | Adiós con el corazón |
| 2000 (15. gála)     | Juan Diego Botto        | A gyilkos                                    | Gyilkosság telihold alatt                 | Plenilunio         |                      |
| 2000 (15. gála)     | Carmelo Gómez           | Ramiro Forteza                               | A kapus                                   | El Portero         |                      |
| 2000 (15. gála)     | Miguel Ángel Solá       | Mario                                        | Tudom, ki vagy te                         | Sé quién eres      |                      |
| 2001 (16. gála)     |                         |                                              |                                           |                    |                      |
|                     | Eduard Fernández        | Santos                                       | Faust 5.0                                 | Fausto 5.0         |                      |
| Sergi López         | Joaquín                 | Enyém vagy!                                  | Sólo mía                                  |                    |                      |
| Eusebio Poncela     | Federico                |                                              | Intacto                                   |                    |                      |
| Tristán Ulloa       | Lorenzo                 | A szex és Lucia                              | Lucía y el sexo                           |                    |                      |
| 2002 (17. gála)     |                         |                                              |                                           |                    |                      |
|                     | Javier Bardem           | Santa                                        | Napfényes hétfők                          | Los lunes al sol   |                      |
| Javier Cámara       | Benigno Martín          | Beszélj hozzá                                | Hable con ella                            |                    |                      |
| Juan Luis Galiardo  | Don Quijote             | Don Quijote lovag                            | El caballero Don Quijote                  |                    |                      |
| Sancho Gracia       | Julián Torralba         | 800 golyó                                    | 800 balas                                 |                    |                      |
| 2003 (18. gála)     |                         |                                              |                                           |                    |                      |
|                     | Luis Tosar              | Antonio                                      | Többet ne!                                | Te doy mis ojos    |                      |
| Ernesto Alterio     | Antonio                 | Focibolondok                                 | Días de fútbol                            |                    |                      |
| Javier Cámara       | Alfredo López           | Szex, hazugság, super 8-as – Torremolinos 73 | Torremolinos 73                           |                    |                      |
| Alfredo Landa       | Joaquín Panjero         |                                              | La luz prodigiosa                         |                    |                      |
| 2004 (19. gála)     |                         |                                              |                                           |                    |                      |
|                     | Javier Bardem           | Ramón Sampedro                               | A belső tenger                            | Mar adentro        |                      |
| Eduard Fernández    | Jorge                   | Dolgok, amelyekért érdemes élni              | Cosas que hacen que la vida valga la pena |                    |                      |
| Eduardo Noriega     | Mikel Lejarza "El Lobo" | A farkas                                     | El lobo                                   |                    |                      |
| Guillermo Toledo    | Rafael                  | Elszabott frigy                              | Crimen Ferpecto                           |                    |                      |
| 2005 (20. gála)     |                         |                                              |                                           |                    |                      |
|                     | Óscar Jaenada           | Camarón de la Isla                           |                                           | Camarón            |                      |
| Manuel Alexandre    | Alfredo                 | Elsa és Fred                                 | Elsa y Fred                               |                    |                      |
| Juan José Ballesta  | Tano                    |                                              | 7 vírgenes                                |                    |                      |
| Eduard Fernández    | Fernando                | A módszer                                    | El método                                 |                    |                      |
| 2006 (21. gála)     |                         |                                              |                                           |                    |                      |
|                     | Juan Diego              | Santiago Pedreño                             |                                           | Vete de mí         |                      |
| Daniel Brühl        | Salvador Puig Antich    |                                              | Salvador (Puig Antich)                    |                    |                      |
| Sergi López         | Vidal kapitány          | A faun labirintusa                           | El laberinto del fauno                    |                    |                      |
| Viggo Mortensen     | Diego Alatriste         | Alatriste kapitány                           | Alatriste                                 |                    |                      |
| 2007 (22. gála)     |                         |                                              |                                           |                    |                      |
|                     | Alberto San Juan        | Benito Lacunza                               | A csillagos ég alatt                      | Bajo las estrellas |                      |
| Alfredo Landa       | Joaco                   |                                              | Luz de domingo                            |                    |                      |
| Álvaro de Luna      | Alfonso                 |                                              | El prado de las estrellas                 |                    |                      |
| Tristán Ulloa       | Iñaki                   | Mataharik                                    | Mataharis                                 |                    |                      |
| 2008 (23. gála)     |                         |                                              |                                           |                    |                      |
|                     | Benicio del Toro        | Che Guevara                                  | Che                                       | Che, el argentino  |                      |
| Raúl Arévalo        | Salvador                | Vak napraforgók                              | Los girasoles ciegos                      |                    |                      |
| Javier Cámara       | Maxi Alonso             | Melegkonyha                                  | Fuera de carta                            |                    |                      |
| Diego Luna          | Gabriel                 | A bosszú angyalai                            | Sólo quiero caminar                       |                    |                      |
| 2009 (24. gála)     |                         |                                              |                                           |                    |                      |
|                     | Luis Tosar              | Malamadre                                    | 211-es cella                              | Celda 211          |                      |
| Ricardo Darín       | Benjamín Espósito       | Szemekbe zárt titkok                         | El secreto de sus ojos                    |                    |                      |
| Jordi Mollà         | Jaime Gil de Biedma     | A költő életei                               | El cónsul de Sodoma                       |                    |                      |
| Antonio de la Torre | Enrique                 | Kövéren szép az élet                         | Gordos                                    |                    |                      |

### 2010-es évek
| Év                   | Színész              | Színész                        | Szerep                       | Magyar cím                           | Eredeti cím |
| 2010 (25. gála)      |                      |                                |                              |                                      |             |
| -------------------- | -------------------- | ------------------------------ | ---------------------------- | ------------------------------------ | ----------- |
| 2010 (25. gála)      |                      | Javier Bardem                  | Uxbal                        | Biutiful                             | Biutiful    |
| 2010 (25. gála)      | Ryan Reynolds        | Paul Conroy                    | Élve eltemetve               | Buried (Enterrado)                   |             |
| 2010 (25. gála)      | Antonio de la Torre  | Sergio                         | Egy őrült szerelem balladája | Balada triste de trompeta            |             |
| 2010 (25. gála)      | Luis Tosar           | Costa                          | Ismeretlen föld              | También la lluvia                    |             |
| 2011 (26. gála)      |                      |                                |                              |                                      |             |
|                      | José Coronado        | Santos Trinidad                | Nincs kegyelem               | No habrá paz para los malvados       |             |
| Antonio Banderas     | Robert Ledgard       | A bőr, amelyben élek           | La piel que habito           |                                      |             |
| Daniel Brühl         | Álex                 |                                | Eva                          |                                      |             |
| Luis Tosar           | César                | Amíg alszol                    | Mientras duermes             |                                      |             |
| 2012 (27. gála)      |                      |                                |                              |                                      |             |
|                      | José Sacristán       | Santos                         |                              | El muerto y ser feliz                |             |
| Daniel Giménez Cacho | Antonio Villalta     | Hófehérke                      | Blancanieves                 |                                      |             |
| Jean Rochefort       | Marc Cros            |                                | El artista y la modelo       |                                      |             |
| Antonio de la Torre  | Rafael Cantera Luján | Hetes osztag                   | Grupo 7                      |                                      |             |
| 2013 (28. gála)      |                      |                                |                              |                                      |             |
|                      | Javier Cámara        | Antonio San Román              | Könnyű csukott szemmel élni  | Vivir es fácil con los ojos cerrados |             |
| Eduard Fernández     | Nacho                |                                | Todas las mujeres            |                                      |             |
| Antonio de la Torre  | Carlos               |                                | Caníbal                      |                                      |             |
| Tito Valverde        | Max Aguirre          | 15 év és egy nap               | 15 años y un día             |                                      |             |
| 2014 (29. gála)      |                      |                                |                              |                                      |             |
|                      | Javier Gutiérrez     | Juan Robles                    | Mocsárvidék                  | La isla mínima                       |             |
| Raúl Arévalo         | Pedro Suárez         | Mocsárvidék                    | La isla mínima               |                                      |             |
| Luis Bermejo         | Luis                 |                                | Magical Girl                 |                                      |             |
| Ricardo Darín        | Simón Fischer        | Eszeveszett mesék              | Relatos salvajes             |                                      |             |
| 2015 (30. gála)      |                      |                                |                              |                                      |             |
|                      | Ricardo Darín        | Julián                         | Truman                       | Truman                               |             |
| Pedro Casablanc      | Luis Bárcenas        |                                | B, la película               |                                      |             |
| Asier Etxeandia      | A vőlegény           | Az ara                         | La novia                     |                                      |             |
| Luis Tosar           | Carlos               | Megtorlás                      | El desconocido               |                                      |             |
| 2016 (31. gála)      |                      |                                |                              |                                      |             |
|                      | Roberto Álamo        | Javier Alfaro                  |                              | Que Dios nos perdone                 |             |
| Luis Callejo         | Curro                | Késő harag                     | Tarde para la ira            |                                      |             |
| Antonio de la Torre  | José                 | Késő harag                     | Tarde para la ira            |                                      |             |
| Eduard Fernández     | Francisco Paesa      |                                | El hombre de las mil caras   |                                      |             |
| 2017 (32. gála)      |                      |                                |                              |                                      |             |
|                      | Javier Gutiérrez     | Álvaro Martín                  | Az író                       | El autor                             |             |
| Javier Bardem        | Pablo Escobar        | Escobar                        | Loving Pablo                 |                                      |             |
| Andrés Gertrúdix     | Luis                 |                                | Morir                        |                                      |             |
| Antonio de la Torre  | Carlos López         | Abrakadabra                    | Abracadabra                  |                                      |             |
| 2018 (33. gála)      |                      |                                |                              |                                      |             |
|                      | Antonio de la Torre  | Manuel López-Vidal             | A rendszer                   | El reino                             |             |
| Javier Bardem        | Paco                 | Mindenki tudja                 | Todos lo saben               |                                      |             |
| José Coronado        | Jaime Jiménez        | A te fiad                      | Tu hijo                      |                                      |             |
| Javier Gutiérrez     | Marco Montes         | Bajnokok                       | Campeones                    |                                      |             |
| 2019 (34. gála)      |                      |                                |                              |                                      |             |
|                      | Antonio Banderas     | Salvador Mallo                 | Fájdalom és dicsőség         | Dolor y gloria                       |             |
| Karra Elejalde       | Miguel de Unamuno    | Amíg a háború tart             | Mientras dure la guerra      |                                      |             |
| Antonio de la Torre  | Higinio Blanco       | A vég nélküli lövészárok       | La trinchera infinita        |                                      |             |
| Luis Tosar           | Mario Vilas          | Szemet szemért – A múlt árnyai | Quien a hierro mata          |                                      |             |

### 2020-as évek
| Év                | Színész          | Színész                       | Szerep                         | Magyar cím                 | Eredeti cím |
| 2020 (35. gála)   |                  |                               |                                |                            |             |
| ----------------- | ---------------- | ----------------------------- | ------------------------------ | -------------------------- | ----------- |
| 2020 (35. gála)   |                  | Mario Casas                   | Daniel Aranda                  | Lépd át a vonalat!         | No matarás  |
| 2020 (35. gála)   | Javier Cámara    | Julio                         | Szenvedélyes szomszédok        | Sentimental                |             |
| 2020 (35. gála)   | Ernesto Alterio  | Ernesto                       | Normális világ                 | Un mundo normal            |             |
| 2020 (35. gála)   | David Verdaguer  | Aleix                         | Egy mindenkiért                | Uno para todos             |             |
| 2021 (36. gála)   |                  |                               |                                |                            |             |
|                   | Javier Bardem    | Julio Blanco                  | A jó főnök                     | El buen patrón             |             |
| Javier Gutiérrez  | Javier           | A lány                        | La hija                        |                            |             |
| Eduard Fernández  | Òscar Camps      | A Földközi-tenger törvénye    | Mediterráneo                   |                            |             |
| Luis Tosar        | Ibon Etxezarreta | Maixabel                      | Maixabel                       |                            |             |
| 2022 (37. gála)   |                  |                               |                                |                            |             |
|                   | Denis Ménochet   | Antoine Denis                 | Szörnyetegek                   | As bestas                  |             |
| Luis Tosar        | Rafa             |                               | En los márgenes                |                            |             |
| Nacho Sánchez     | Julián           |                               | Mantícora                      |                            |             |
| Javier Gutiérrez  | José Pino        | Franco börtönében             | Modelo 77                      |                            |             |
| Miguel Herrán     | Manuel Gómez     | Franco börtönében             | Modelo 77                      |                            |             |
| 2023 (38. gála)   |                  |                               |                                |                            |             |
|                   | David Verdaguer  | Eugenio                       |                                | Saben aquell               |             |
| Manolo Solo       | Miguel Garay     |                               | Cerrar los ojos                |                            |             |
| Enric Auquer      | Antoni Benaiges  | A tanár, aki a tengert ígérte | El maestro que prometió el mar |                            |             |
| Hovik Keuchkerian | Andreas          | Egy szerelem                  | Un amor                        |                            |             |
| Alberto Ammann    | Diego            |                               | Upon Entry (La llegada)        |                            |             |
| 2024 (39. gála)   |                  |                               |                                |                            |             |
|                   | Eduard Fernández | Enric Marco                   |                                | Marco, la verdad inventada |             |
| Alfredo Castro    | Flavio           |                               | Polvo serán                    |                            |             |
| Urko Olazabal     | Ismael Alvárez   |                               | Soy Nevenka                    |                            |             |
| Alberto San Juan  | Carlos           |                               | Casa en flames                 |                            |             |
| Vito Sanz         | Álex             | A nyár utolsó napja           | Volveréis                      |                            |             |

## Többszörös győzelmek és jelölések
| Név                   | Győzelem | Jelölés |
| --------------------- | -------- | ------- |
| Javier Bardem         | 5        | 10      |
| Luis Tosar            | 2        | 8       |
| Eduard Fernández      | 2        | 7       |
| Alfredo Landa         | 2        | 7       |
| Fernando Fernán Gómez | 2        | 5       |
| Javier Gutiérrez      | 2        | 5       |
| Antonio de la Torre   | 1        | 8       |
| Javier Cámara         | 1        | 5       |
| Jorge Sanz            | 1        | 4       |
| Antonio Banderas      | 1        | 4       |
| Juan Diego            | 1        | 3       |
| Carmelo Gómez         | 1        | 3       |
| Ricardo Darín         | 1        | 3       |
| Juan Luis Galiardo    | 1        | 2       |
| Antonio Resines       | 1        | 2       |
| José Coronado         | 1        | 2       |
| David Verdaguer       | 1        | 2       |
| Alberto San Juan      | 1        | 2       |

## Fordítás
- Ez a szócikk részben vagy egészben  a   Goya Award for Best Actor című angol Wikipédia-szócikk ezen változatának fordításán alapul.  Az eredeti cikk szerkesztőit annak laptörténete sorolja fel. Ez a jelzés csupán a megfogalmazás eredetét és a szerzői jogokat jelzi, nem szolgál a cikkben szereplő információk forrásmegjelöléseként.